# Старовойтов, Василий Константинович
Василий Константинович Старовойтов (бел. Васіль Канстанцінавіч Старавойтаў; 13 июня 1924, д. Борок Могилёвской области — 19 февраля 2013, д. Мышковичи Могилёвской области) — советский и белорусский хозяйственный и государственный деятель, депутат Верховного Совета СССР 8 и 10 созывов, депутат Верховного Совета БССР, дважды Герой Социалистического Труда (1966, 1984), председатель колхоза «Рассвет» (Белорусская ССР).

## Биография
Родился 13 июня 1924 года в деревне Борок Белыничского района Могилёвской области.
Участвовал в Великой Отечественной войне в качестве бойца, позже — помощника начальника штаба 600-го партизанского отряда. В сентябре 1943 года Василия Старовойтова, партизанившего вместе с отцом, приняли кандидатом в члены коммунистической партии.
Продолжительное время находился на комсомольской и партийной работе.
В 1957—1968 годах работал председателем совхоза «Роднянский» Климовичского района Белорусской ССР.
В 1968—1997 годах — председатель колхоза «Рассвет» имени К. П. Орловского.
Активно участвовал в общественно-политической жизни. Избирался делегатом XXV, XXVI и XXVII съездов КПСС, депутатом Верховного Совета СССР 8-го и 10-го созывов, депутатом Верховного Совета БССР, членом бюро Кировского райкома компартии Белоруссии.
В сложные 1990-е годы, Старовойтов продолжал успешно руководить хозяйством, преобразованным в закрытое акционерное общество. К 1994 году на счетах хозяйства было 5,5 млрд рублей.
Выступал с критикой президента республики Александра Лукашенко, не поддержал его кандидатуру на выборах 1994 года. Впоследствии, несмотря на репрессии, не изменил своего отношения к Лукашенко и вплоть до своей смерти в 2013 году критиковал проводимый президентом курс, в т. ч. мероприятия в сфере АПК.
В октябре 1997 года Старовойтов был отстранен от работы и арестован. Обвинялся в превышении должностных полномочий, экономических преступлениях, взятках, организации убийства руководителя Могилевского комитета госконтроля Евгения Миколуцкого (6 октября 1997 года при подрыве радиоуправляемого фугаса). Провёл в заключении почти полтора года. В СИЗО перенёс два сердечных приступа, микроинсульт, после которого некоторое время не мог говорить, практически потерял зрение. В 1999 году был приговорен к двум годам лишения свободы с отбыванием наказания в колонии строгого режима и конфискацией имущества. Процесс над Василием Старовойтовым получил широкий общественный резонанс в белорусской, российской и зарубежной прессе.
После освобождения из мест заключения вернулся домой. Участвовал в политической жизни Беларуси, являлся членом политсовета Объединённой гражданской партии, стоящей в оппозиции.
Жил в деревне Мышковичи Могилёвской области.
Умер 19 февраля 2013 года в деревне Мышковичи.

## Награды
Награждён тремя орденами Ленина, орденами Октябрьской Революции, Отечественной войны 1-й степени, Красной Звезды, медалями. В 1978 году присвоено звание «Заслуженный работник сельского хозяйства БССР».

## Память
В городе Кировске Могилёвской области В. К. Старовойтову установлен бюст.

### Семья
Сёстры — Евдокия (живёт в Могилёве) и Татьяна (живёт в Твери), младший брат — Виктор (умер в 2003 году).

## Награды
- Дважды Герой Социалистического Труда.
- Награждён тремя орденами Ленина, орденами Красной Звезды, Октябрьской Революции, Отечественной войны 2 степени, медалями.
- Заслуженный работник сельского хозяйства БССР.

## Память
Отмечалось 85-летие со дня рождения В. К. Старовойтова.

## В культуре
Актёр Кирилл Лавров, исполнявший в фильме 1985 года «С юбилеем подождём» главную роль — председателя колхоза, говорил: «то, что мне удалось сделать в фильме, в значительной степени навеяно общением с В. С. Старовойтовым» — съемки фильма шли в его хозяйстве, и актёр общался и с ним и с тружениками колхоза.